# Kate Scott
Kate Scott   (Manchester, 8 de setembre de 1981) —de soltera, Kate Giles—, és una periodista esportiva i presentadora de televisió anglesa. Entre 2010 i 2024 era coneguda com Kate Abdo.
Des d'agost de 2020 encapçala la cobertura de la Lliga de Campions de la UEFA per a la cadena estatunidenca CBS Sports. Al llarg de la seva carrera, ha treballat al Regne Unit, Espanya, França, Alemanya i els Estats Units. Parla 4 idiomes (anglès, alemany, francès i castellà).

## Primers anys de vida
Nascut a Manchester, Giles va estudiar a l'escola Christ the King i al col·legi femení Withington. Es va traslladar a Espanya als 17 anys, on va aprendre espanyol i va concloure el batxillerat. Es va llicenciar en Llengües europees per la Universitat de Salford, a més d'estudiar traducció i interpretació a la Universitat de Màlaga. Durant la seva etapa universitària també va viure a França i Alemanya.
És d'ascendència guyanesa per part de la seva àvia materna.

## Carrera
Va iniciar la seva carrera als mitjans de comunicació a la cadena de notícies internacional alemanya Deutsche Welle l'any 2005, on va realitzar unes pràctiques al departament de llengües estrangeres. Durant la temporada 2006-07, va treballar com a assistent de producció per a Goal! The Bundesliga Magazine, i al mateix temps va ser presentadora de notícies esportives a Deutsche Welle fins al 2009, on va realitzar la cobertura esportiva tant en anglès com en alemany.
A continuació va ser contractada per la CNN, on va presentar diàriament el programa World Sports. Scott va deixar CNN el 2011. Va unir-se a Sky Sport News, on va ser la presentadora principal i referent de l'emissora en el seu llançament. També va estar molt involucrada en el desenvolupament dels formats i la programació de la cadena.
En tres ocasions (2010, 2011 i 2013), va actuar com a presentadora del sorteig de la fase de grups de la UEFA Europa League, celebrats a Mònaco. També va ser la presentadora en diverses ocasions de les gales d'entrega del FIFA Ballon d'Or i dels Premis Laureus World Sports. En la cerimònia d'entrega de la Pilota d'Or de 2014 va parlar amb concursants i convidats en quatre idiomes.
Des d'Alemanya, el 2014 la periodista es va traslladar al Regne Unit per unir-se a Sky Sports, on va presentar combats de boxa, futbol europeu o el noticiari de l'emissora. La cadena britànica va cedir Scott a Fox Sports per liderar-hi la cobertura de la Copa del Món Femenina de Futbol de 2015. El 2017, la periodista de Manchester va acceptar una oferta de la FOX per a traslladar-se als Estats Units i encapçalar la cobertura de la Lliga de Campions, l'Europa League, la Copa del Món, l'FA Cup i la Bundesliga. Va assumir també la presentació de diversos programes dedicats a la boxa.
El 2018, Scott va signar un acord amb Turner per a presentar els programes dedicats a la màxima competició de clubs europeus de futbol, quan el canal va adquirir-ne els drets televisius. L'agost de 2020, després que CBS Sports es fes càrrec dels drets de transmissió de la Lliga de Campions als Estats Units, Scott va ser la primera contractació de l'emissora per a presentar UEFA Champions League Today. El programa, on l'anglesa té com a col·laboradors els exfutbolistes Thierry Henry, Jamie Carragher i Micah Richards, ha aconseguit un gran reconeixement de la crítica. El 2022, va tornar breument a Fox Sports per a presentar el seu programa nocturn dedicat a la Copa del Món de Qatar. El juny de 2023, va anunciar-se que havia signat un nou contracte exclusiu de quatre anys amb CBS Sports.

## Vida personal
El pare de Scott, Tom Giles, era seguidor del Manchester United i va ser entrevistat en directe per l'exporter del club Peter Schmeichel, durant una connexió amb el programa presentat per la seva filla. La mateixa Scott també s'ha declarat fan dels Diables Vermells. Giles va traspassar el desembre de 2023.
La periodista britànica va estar casada amb l'empresari Ramtin Abdo, de nom complet Ramtin Abdolmajid, del 2010 al 2016. El desembre de 2023, es va revelar que estava en una relació amb l'exboxejador estatunidenc Malik Scott, amb qui va contraure matrimoni l'estiu de 2024. La presentadora, que fins llavors havia continuat fent servir el cognom Abdo, va adoptar el del seu segon marit i des de llavors se la coneix com Kate Scott.